# PC98-NXシリーズ
PC98-NXシリーズ（ピーシーキュウハチ エヌエックス）は、日本電気（現：NECパーソナルコンピュータ）が開発及び販売するPC/AT互換機ベースのパーソナルコンピュータのブランドの名称である。1997年9月24日に発表、10月23日に発売された。名称の「PC98」は後述の「PC98システムデザイン」から来ており、またNXの由来は「New eXcelent」の略で、キャッチフレーズとしては「新世界標準パソコン」と銘打った。事実上、設計にはインテルが加わり、当時のインテルの最新技術が盛り込まれた製品群でもある。なお、ブランド発足当初はそれまでの「PC-9800シリーズ」などとはハイフンの位置が違い、「PC-98NX」は誤りであるとされていたが、近年では日本電気が作成したマニュアル等にも「PC-98NX」の表記が見られる。（例：日本電気株式会社発行「デスクトップコミュニケータDC550クイックガイド」第5.1版 (A50-014221-001) 2012年4月刊など）

## 背景
1990年代後半、インテルのCPU開発や、オペレーティングシステム (OS) のMicrosoft Windowsの開発スピードが加速し、NECでは新技術への対応スピードが課題となっていた。同社は海外ではPC/AT互換機ビジネスを展開しており、パッカードベルを傘下に収めてPackard Bell NECとして事業活動を行ってきたが、日本のビジネス市場でのユーザからのPC/AT互換機の要望に対応し、他ブランドのPC/AT互換機の販売を始めた。
国内のパーソナルユースのパソコンではPC-9821シリーズを投入し、PC/AT互換機との部品レベルの相違はごく一部に限られるとも言われた。インテルなどの部品メーカー、シーゲイト・テクノロジーなどのハードディスクメーカーの開発スピードが極めて速くなった事から部品メーカーであるインテルと共同開発を行う事により開発コストの削減と製品投入スピードの高速化を図った製品である。
これに先立つ1996年、同社ブランドのPC/AT互換機であるExpress5800シリーズなどサーバ製品の国内発売を開始した。このうちの1つはインテルとNECなどの共同設計であり、インテルの最新チップセットなどが搭載されているなど、Windowsサーバ市場でシェア50%程度まで確保するヒット商品となった。パーソナル市場でもインテルの世界戦略の一つから、インテルとNECが設計したPC/AT互換機の第2弾として投入した。「新世界標準パソコン」とは設計段階からインテルが積極参加しインテルが未発表である最新技術が盛り込まれていたためでもある。後に他のメーカーでもこの設計手法が行われ、インテルの新チップセットや新CPUの発表と同じ日に新しいパソコンが発表、発売される様になる。

## 概要
PC98-NXは米マイクロソフトが提唱した、PC/AT互換機の後継となるPC98/97規格（PC98システムデザイン、PC97ハードウェアデザインガイド）にそって作られたコンピュータである。PC98/97規格はPC/AT互換機からPS/2コネクタやISAバスなどレガシーインタフェースを取り除き（注1）、USBなど新しい入出力インタフェースを備えたもので、PC/AT互換機との部品の共通化によって製造原価を抑えている。設計段階当初からWindows 95以降/Windows NTを基本とするコンピューターとして設計されており、MS-DOSの動作は当初から考慮されていない。
PC98-NXは発表時に「PC-9800シリーズでもPC/AT互換機でもない独自のシリーズ」とうたった通り、PC-9800シリーズ専用で作られたソフトウエア・ハードウエアがほぼ使用できず、またPC/AT互換機向けのものでもMS-DOS環境用のソフトなどやレガシーインタフェースの存在を前提とするものなどは動作しない場合がある。このためシリーズ転換期には混乱が生じて、既存のPC-9821シリーズとPC/AT互換機の双方のファン層から批判を浴びた。また企業を中心にしばらくはPC-9821シリーズを購入するPC-9800シリーズからのユーザーも少なくなかった。単にPC/AT互換機を求めるならばNEC製品を選ぶ必然性も存在しないため、PC-9821シリーズに比べて大きくシェアを落とした。
注1：デスクトップ型の一部モデルには論理的ないし筐体内部に物理的にもレガシーインタフェースが存在しているものがあり、筐体に穴がないだけのものもあった。また初期型の付属マウスはPS/2接続で、付属のUSBキーボードにマウス用のPS/2コネクタがあった。その後、デスクトップ型ではPS/2などのレガシーインタフェースは企業向けを中心に復活し、21世紀に入ってもMateシリーズでは一部のモデルで装備され続けている。なおUSBキーボード・マウスはMS-DOS環境などではBIOSでPS/2接続に見えるようエミュレーションされる（USBレガシー・サポート）。またシリアルポート（RS-232C準拠）・パラレルポート（セントロニクス規格準拠）は当初より主なモデルには装備されている。
なお、デスクトップ型とは逆に、初期のノート型では本体や付属のポートバーにレガシーインタフェースがついていたが、その後のノート型の主なモデルではシリアルポート・パラレルポートを含めた（PCカードスロット以外の）レガシーインタフェースは完全消滅し、ポートバーは別売でUSBタイプになっている。
過去には、PC-98X1シリーズから移行したユーザーのために、オプションとして98配列USBキーボード（PK-KB002＝PS/2マウス接続ポート付、PK-KB011＝USBポート付）が発売されていた。
初期のデスクトップ機種では電源とマザーボードにNLX規格のものが使用されていた。BIOSのメニューは初期のデスクトップ機では日本語で表示していた。
NXシリーズ向けとしてM式配列のエルゴノミクスキーボード（USB接続）も発売されたが普及には至らなかった。

## 主要シリーズ
PC-9821シリーズにあったブランド（Mate、VALUESTAR、CEREB、Lavie等）が継承され、海外ブランドのVersaPro（後に日本国内でもビジネス向けブランドとして投入）やミニノートのMobio、Mate・VALUESTAR・LaVieをパッカードベルNECによるダイレクト販売向けにカスタマイズしたAvanzaなどの新ブランドも登場したが、その他のブランドはPC98-NXシリーズとしては発売されなかった（CanBeは発表時のロードマップには存在したが、実機は登場せず、それに相当するマルチメディア機能一体型もVALUESTARブランドで販売された）。
発売当時のラインナップは次のようなものであった（太字はその後も存続しているシリーズ）。

### 企業向け
- Mate NX：デスクトップ
- Fine NX：省スペースデスクトップ
- NetFine NX：NetPC
- MateServer NX：小規模サーバ
- VersaPro NX：ノート

### 個人向け（SOHO含む）
- VALUESTAR NX：デスクトップ
- LaVie NX：デスクトップ代替ノート（2015年より個人向けPCの統一ブランドに再編（後述））
- Aile NX：モバイルノート
- Mobio NX：ミニノート
- CEREB NX：大型TVモニタをセットにしたテレビPC

### ダイレクト販売向け
- Avanza NX：実際にはMate NX・VALUESTAR NX・LaVie NXそのものである

その後NetFineはNetPC構想の失速により打ち切り、FineはMateに統合化、MateServerは同社のExpress5800サーバに統合化され、企業向け製品はデスクトップのMate NXとノートのVersaPro NXに整理された。製品愛称も2000年度から「NX」を省いたMate/VersaProに変更されており、シリーズ名としてPC98-NXシリーズを使用するが機種名としての「NX」はほぼ使われていない。個人向けのVALUESTARやLaVieなどにも使われることはほとんどない。ただし、VersaProやMateの場合、梱包に使われるダンボール箱や取り扱い説明書には現在でもPC98-NXシリーズなどと分かりやすく表記されている。
個人向けでもMobioとAileはLaVieに、CEREBはVALUESTARに統合されている。また、ダイレクト販売向けであるAvanza NXはパッカードベルNECの解散により打ち切られ、NECによるVALUESTAR・LaVieのダイレクト販売に移行した。
これらの整理により各ブランドに英字1～2文字を付加してシリーズ名を表すようになっている。
2015年春製品製品から、個人向け製品はデスクトップ・ノートともに「LaVie」の統一ブランドに統合された（夏商品からLAVIE）。
なお、ファクトリコンピュータのFC98-NXシリーズでは「NX」表記を続けている。

## イメージキャラクター

### 過去
- 竹中直人
- 柏原崇（VALUESTARのCEREB NXにのみ出演）
- 中山美穂（1999年5月発表モデル - 2002年1月発表モデル）
- 玉木宏（2004年9月発表モデル - 2011年5月発表モデル）
- 山本太郎（2004年9月発表モデル - 2010年4月発表モデル）
- 上野樹里（2006年8月発表モデル - 2007年1月発表モデル）
- 渡り廊下走り隊（AKB48。2010年9月発表モデル - 2011年5月発表モデル）
- 武井咲（2011年9月発表モデル - 2016年11月発表モデル？）